# Bessé-sur-Braye
Bessé-sur-Braye település Franciaországban, Sarthe megyében. Lakosainak száma 2025 fő (2022. január 1.). Bessé-sur-Braye La Chapelle-Huon, Vancé, Bonneveau, Cellé, Sougé és Loir en Vallée községekkel határos.

## Népesség
A település népességének változása:
| Lakosok száma | 2285 | 2233 | 2257 | 2212 | 2166 | 2117 | 2069 | 2046 | 2025 |
|               | 2013 | 2015 | 2016 | 2017 | 2018 | 2019 | 2020 | 2021 | 2022 |